# Tumeochrysa olympia
Tumeochrysa olympia är en insektsart som beskrevs av Hölzel 1973. Tumeochrysa olympia ingår i släktet Tumeochrysa och familjen guldögonsländor. Inga underarter finns listade i Catalogue of Life.